# Federico Velasco
Federico Velasco Guerra, más conocido como Federico Velasco, fue un reconocido arquitecto y distinguido pitcher del club de béisbol Azcapotzalco. Fue uno de los arquitectos más reconocidos en el ámbito de la estructura fundamental de México, el cual dio lugar y ayudó a la perfección de la bóveda esquifada y de medio punto. 

## Logros
Fue primeramente conocido por su construcción y planeación del Estadio Tecnológico de Monterrey en 1950 con el cual obtuvo el premio World Arq.
Entre sus mayores logros se encuentra el desarrollo de la torre Gütherng en la ciudad de Múnich.  
Participó en proyectos con algunos miembros de la Japanese and Constructive Federation of Koto.
Inició colaboraciones desde 2008 con el estudio de arquitectos HOK Sport (actualmente conocida como Populous) hasta su participación en el proyecto del Estadio BBVA Bancomer.